# Mario Mesiano
MARIO MESIANO
Albenga (SV) 08/09/1961
LINGUE PARLATE: inglese, francese, tedesco
Artista versatile, capace di spaziare a trecentosessanta gradi nel campo dello spettacolo, passando con estrema disinvoltura dalla tv al teatro, dal cinema alla musica, sempre a proprio agio nelle vesti di Attore, Cantante, Presentatore, Autore di canzoni e testi teatrali, direttore, direttore artistico e gestore del Teatro Ambra di Albenga dove dirige anche una scuola di teatro.
FORMAZIONE ARTISTICA
ALLIEVO del “COUR FLORENT” Ecole dell’Acteur, Scuola d’Arte Drammatica di Parigi
ALLIEVO dell’Accademia d’Arte Drammatica “PIETRO SCHAROFF” di Roma
TEATRO
“LA SIGNORA SI ORGANIZZA” di Mario Mesiano regia di Roberto de Robertis
“DODICI UOMINI ARRABBIATI” di Reginald Rose regia di Marco Vaccari
“L’UOMO DI ARIMATEA” di Mario Bagnara regia di Lorenzo Costa
“MEMORIE DI UN  ALCHIMISTA” di Aldo Parolini 
“LA DEA DEL CAOS” di Giampietro Stocco regia di Lorenzo Costa
“PORTA CHIUSA” di J.P. Sartre regia di Mario Mesiano
“IL SIGNOR MASURE” di Claude Magnier regia di Giorgio Caprile
“BUFFET PER QUATTRO” di Marc Camoletti regia di Giorgio Caprile
“L'UOMO CHE NON ATTRAVERSAVA LA STRADA” di Maurizio Pupi Bracali regia di Mario Mesiano
“NOME FABRIZIO. COGNOME DE ANDRE'.” di Gino Rapa adattamento e regia di Mario Mesiano
“LA RAGAZZA DI BRAZOV” di Simone Barbato regia di Mario Mesiano
“PER SEMPRE UNITI” di O’Neal regia di Roberto de Robertis
“LO ZOO DI VETRO” di Tennessee Williams regia di Roberto de Robertis
“MORTE DI UN COMMESSO VIAGGIATORE” di Artur Miller regia di Luigi Rendine
“MATERIA ALLA DERIVA” Teatro Danza coreografia e regia di Maria Teresa di Clemente
“LA QUERCIA DEL TASSO” di Achille Campanile regia di Sergio Ammirata
“L’ACQUA MINERALE” di Achille Campanile regia di Sergio Ammirata
“DANZIAMO COL MARE” Quadro coreografo di danza contemporanea di Claudia Pescatori 
“DIVINA & BIRICHINA” di Anna Maria Ottazzi regia di Andrea Elena
“ANCHE IL BOSS E’ UN OMO” testo e regia di Mario Mesiano
“LA MORSA” di Luigi Pirandello regia di Mario Mesiano
“CECE’” di Luigi Pirandello regia di Mario Mesiano
“IL GIOCO” testo e regia di Giuseppe Ronco
“SERATA OSCAR WILDE” Performance Teatrale dedicata al grande commediografo irlandese regia di Roberto de Robertis
“I MUSICANTI DI BREMA” e “PINOCCHIO” Festival della Fiaba Rocchetta Nervina regia di Fabrizio Giacomazzi

TELEVISIONE
FICTION :
”VIVERE”, Aron Endemol per CANALE 5
“48 ORE”, di Eros Puglielli produzione MEDIASET
“CENTO VETRINE”, Endemol Italia per CANALE 5
“FESTIVAL DI NAPOLI”, diretta televisiva RETE 4,
“STASERA C’E’FUNARI”,  ODEON TV
“TEATRANDO”, RAI SAT.
Ospite in diverse trasmissioni televisive su Televisioni Regionali. INVIATO per TUNOOVER e Tgevents television
CINEMA
“DARK RESURRECTION VOLUME 0” di Angelo Licata prodotto da RIVIERA FILM 
“ALTARINI” di Valerio Carando prodotto dalla KOROVA FILM Napoli
“LA PARTE OSCURA DELLA LUNA” di Gaetano Ippolito prodotto da TEATRO DELLE VANITA’ Cinematografica Caserta
“STILO” di Davide Tardivo prodotto dalla NUCT di Roma Cinecittà
“NATURA MORTA” di Luca Gennari, prodotto da FESTINA LENTE Ravenna
“LA SEMPLICE OTTUSITA’ DEL NIENTE” di Gaetano Ippolito, prodotto dalla NUCT  Roma Cinecittà
“STORIA DI UN VIANDANTE” di Gaetano Ippolito, prodotto dalla NUCT Roma Cinecittà
CABARET
“Gennarino e Ciro” duo di cantanti Napoletani Varie rappresentazioni
Serate di Cabaret, Ideatore e Promotore del “KABAROOKE” competizione di cabaret per talenti nascosti
MUSICAL
“PETER PAN LA PORTA DEI SOGNI” di Davide Nochi nel ruolo di Capitan Uncino
INOLTRE
PRESENTATORE UFFICIALE DI:
“SUESSOLAFILMFESTIVAL” prime 3 edizioni
“LA FIONDA DI LEGNO” Dalla prima edizione del  2007
“SBARCO DEI SARACENI” Laigueglia da diverse edizioni
DA ANNI PRESENTATORE di eventi e serate in generale
AUTORE E INTERPRETE di canzoni
ATTORE in spot pubblicitari
LETTURE E PRESENTAZIONI LIBRI
COREALIZZATORE dell’“ALMANACCO PARLATO” all’ombra della Piramide, Galleria GARD Roma da un'ideaa di Roberto de Robertis
Fondatore dell’Associazione Culturale “TEATRO INGAUNIA”, modello per “STERN”.
A Parigi interpreta: Arlecchino servo di due padroni/Goldoni, la triologia della villeggiatura/Goldoni, la scuola delle mogli/Moliere. A Monaco di Baviera, collabora con l’attore Sven Olaf Holies, presso il  Saloon Cabaret “TANKSTELLE”